# Martinsheim
Martinsheim település Németországban, azon belül Bajorországban. Lakosainak száma 998 fő (2023. december 31.).

## Népesség
A település népessége az elmúlt években az alábbi módon változott:
| Lakosok száma | 1094 | 315  | 997  | 1005 | 1012 | 1067 | 1033 | 1048 | 997  | 998  |
|               | 1970 | 1975 | 2011 | 2012 | 2014 | 2015 | 2017 | 2019 | 2022 | 2023 |